# USS Stephen Potter (DD-538)
USS Stephen Potter (DD-538) là một tàu khu trục lớp Fletcher được Hải quân Hoa Kỳ chế tạo trong Chiến tranh Thế giới thứ hai. Nó là chiếc tàu chiến duy nhất của Hải quân Mỹ được đặt theo tên Thiếu úy Hải quân Stephen Potter (1896-1918), phi công hải quân tử trận trong Chiến tranh Thế giới thứ nhất. Nó được cho xuất biên chế không lâu sau khi Thế Chiến II kết thúc, tái biên chế trở lại năm 1951 và tiếp tục hoạt động trong Chiến tranh Triều Tiên, cho đến khi ngừng hoạt động năm 1958, và bị bán để tháo dỡ năm 1973. Nó được tặng thưởng mười hai Ngôi sao Chiến trận do thành tích phục vụ trong Thế Chiến II.

## Thiết kế và chế tạo
Stephen Potter được đặt lườn tại xưởng tàu của hãng Bethlehem Shipbuilding Corporation, ở San Francisco, California vào ngày 27 tháng 10 năm 1942. Nó được hạ thủy vào ngày 28 tháng 4 năm 1943; được đỡ đầu bởi các cô Sally và Marian Potter, cháu gái của Thiếu úy Potter; và nhập biên chế vào ngày 21 tháng 10 năm 1943 dưới quyền chỉ huy của Hạm trưởng, Trung tá Hải quân Charles H. Crichton.

## Lịch sử hoạt động

### 1944
Stephen Potter tiến hành chạy thử máy tại khu vực San Diego, California và quay trở về San Francisco vào ngày 8 tháng 12 năm 1943. Nó sau đó lên đường đi sang quần đảo Hawaii và đi đến Trân Châu Cảng vào ngày 31 tháng 12. Chiếc tàu khu trục được phân về đội đặc nhiệm tàu sân bay nhanh, được đặt tên là Lực lượng Đặc nhiệm 58 hay Lực lượng Đặc nhiệm 38 tùy theo nó được phối thuộc cùng Đệ Ngũ hạm đội hay Đệ Tam hạm đội tương ứng. Lực lượng khởi hành vào ngày 16 tháng 1 năm 1944 để tung ra các cuộc không kích xuống quần đảo Marshall. Các cuộc không kích bắt đầu vào ngày 29 tháng 1, nhằm chuẩn bị cho các cuộc đổ bắt đầu từ ngày 31 tháng 1.
Stephen Potter đã hộ tống cho các tàu sân bay nhanh khi chúng tung ra cuộc không kích đầu tiên xuống Truk trong các ngày 17-18 tháng 2. Tàu sân bay Intrepid bị hư hại do trúng ngư lôi phóng từ máy bay vào ngày 17 tháng 2, và chiếc tàu khu trục đã hộ tống nó quay trở lại quần đảo Marshall. Stephen Potter lên đường đi Hawaii vào ngày 27 tháng 2, ghé qua Trân Châu Cảng để quay trở về vùng Tây, đến nơi vào ngày 13 tháng 3, để rồi lại lên đường năm ngày sau đó hướng đến Majuro, nơi nó gia nhập trở lại cùng các tàu sân bay nhanh.
Stephen Potter lại hộ tống cho các tàu sân bay nhanh khi chúng tung ra cuộc không kích vào các ngày 21 và 22 tháng 4, hỗ trợ cho cuộc đổ bộ lên Hollandia. Đến cuối tháng, lực lượng quay trở lại để ném bom Truk. Stephen Potter, Monterey và MacDonough đang di chuyển về phía Nam Truk vào ngày 30 tháng 4, khi MacDonough bắt được hình ảnh một tàu ngầm đối phương qua radar, nhưng nhanh chóng biến mất sau khi nó lặn xuống. Sonar dò được tín hiệu, và MacDonough thực hiện hai lượt tấn công bằng mìn sâu. Stephen Potter đi đến trợ giúp cho cuộc tấn công cùng với sự hỗ trợ của một máy bay cất cánh từ Monterey. Nghe thấy nhiều tiếng nổ dưới đáy biển, cũng như xuất hiện các vệt dầu loang và mảnh vỡ nổi lên, xác nhận chiếc I-174 bị tiêu diệt. Đến ngày 1 tháng 5, chiếc tàu khu trục tham gia vào cuộc bắn phá đảo Ponape thuộc quần đảo Caroline. Lực lượng đặc nhiệm được tiếp nhiên liệu và đạn dược tại Majuro, và vào các ngày 19 và 20 tháng 5 đã tấn công đảo Marcus, trước khi ném bom xuống đảo Wake vào ngày 23 tháng 5. Các con tàu quay trở về Eniwetok để tái trang bị nhằm chuẩn bị cho Chiến dịch quần đảo Mariana.
Đội đặc nhiệm 58.2 lên đường vào ngày 6 tháng 6, và bắt đầu các cuộc không kích xuống Saipan một tuần sau đó. Vào ngày 17 tháng 6, lực lượng đặc nhiệm di chuyển vào biển Philippine để đối đầu với một hạm đội Nhật Bản hùng hậu tìm cách phản công lại cuộc đổ bộ lên Saipan. Trận chiến biển Philippine, vốn được phía Hoa Kỳ gọi lóng là "Cuộc săn vịt trời Mariana vĩ đại", bắt đầu vào ngày 19 tháng 6 và kéo dài trong hai ngày. Trong trận này Stephen Potter đã cứu vớt bảy phi công bị rơi máy bay. Sau năm ngày được bảo trì tại Eniwetok, các con tàu lại tấn công mục tiêu trên các quần đảo Bonin, Palau và Caroline trong tháng 7 trước khi quay trở về quần đảo Marshall để được tiếp liệu.
Vào ngày 30 tháng 7, Stephen Potter gia nhập Đội đặc nhiệm 58.4, và từ ngày 31 tháng 7 đến ngày 8 tháng 8 đã hỗ trợ trên không cho trận Guam. Chiếc tàu khu trục khởi hành từ Eniwetok vào ngày 30 tháng 8, gặp gỡ Đội đặc nhiệm 38.2 vào ngày 3 tháng 9, và đã hộ tống các tàu sân bay nhanh khi chúng không kích xuống Philippines từ ngày 9 đến ngày 25 tháng 9; các cuộc tấn công đã nhắm vào Mindanao, Luzon, Cebu, Leyte, Angaur và vịnh Manila. Đội đặc nhiệm quay trở lại Ulithi từ ngày 1 đến ngày 6 tháng 10, trước khi lên đường cho nhiệm vụ tiếp theo.
Stephen Potter đã hộ tống cho các tàu sân bay dưới quyền Chuẩn đô đốc Gerald F. Bogan khi chúng tung ra các cuộc không kích xuống Okinawa vào ngày 10 tháng 10, rồi xuống Đài Loan từ ngày 12 đến ngày 14 tháng 10. Vào ngày 13 tháng 10, tàu tuần dương hạng nặng Canberra (CA-70) bị trúng ngư lôi vào bên dưới đai giáp và bị mất điện toàn bộ; nó được tàu tuần dương Wichita (CA-45) kéo về cảng, và Stephen Potter được cử vào lực lượng hộ tống cho chúng. Sang ngày hôm sau, tàu tuần dương Houston (CL-81) lại bị trúng ngư lôi vào phòng động cơ và được chiếc Boston (CA-69) kéo, gia nhập cùng nhóm của Canberra, giờ đây được đặt tên là Đơn vị Đặc nhiệm 30.3.1. Vào ngày 15 tháng 10, chiếc tàu kéo Munsee (AT-107) đã thay phiên cho Wichita trong vai trò kéo chiếc Canberra, và Pawnee (AT-74) thay phiên cho Boston và ngày 16 tháng 10. Houston lại bị trúng thêm ngư lôi vào ngày 16 tháng 10, nên mọi người không cần thiết trên con tàu phải được di tản; Stephen Potter đã đưa 83 người sang tàu mình. Nó tách ra để quay trở lại Đội đặc nhiệm 38.2 vào ngày 20 tháng 10, vốn đang trên đường đi đến Philippines hỗ trợ cho cuộc đổ bộ lên Leyte bắt đầu vào ngày hôm đó. Các cuộc không kích nhắm vào Luzon được tung ra trong ngày 22 tháng 10 trước khi các tàu sân bay rút lui về Manus trong ngày hôm đó.
Vào ngày 1 tháng 11, Stephen Potter lên đường đi Ulithi ngang qua Saipan, nơi nó gặp gỡ các tàu sân bay nhanh để hộ tống chúng đi đến Philippines. Các cuộc không kích được tung ra để nhắm vào khu vực Visayas, Manila và Luzon từ ngày 11 đến ngày 25 tháng 11, khi lực lượng rút lui. Họ có một đợt nghỉ ngơi ngắn tại Ulithi cho đến ngày 11 tháng 12, khi lực lượng đi đến khu vực hoạt động về phía Đông Luzon để hỗ trợ cho cuộc đổ bộ lên Mindoro. Bắt đầu từ ngày 14 tháng 12, các tàu sân bay tung đợt không kích xuống Luzon kéo dài ba ngày, và sau khi được tiếp nhiên liệu, lực lượng rút lui về Ulithi vào ngày 24 tháng 12.

### 1945

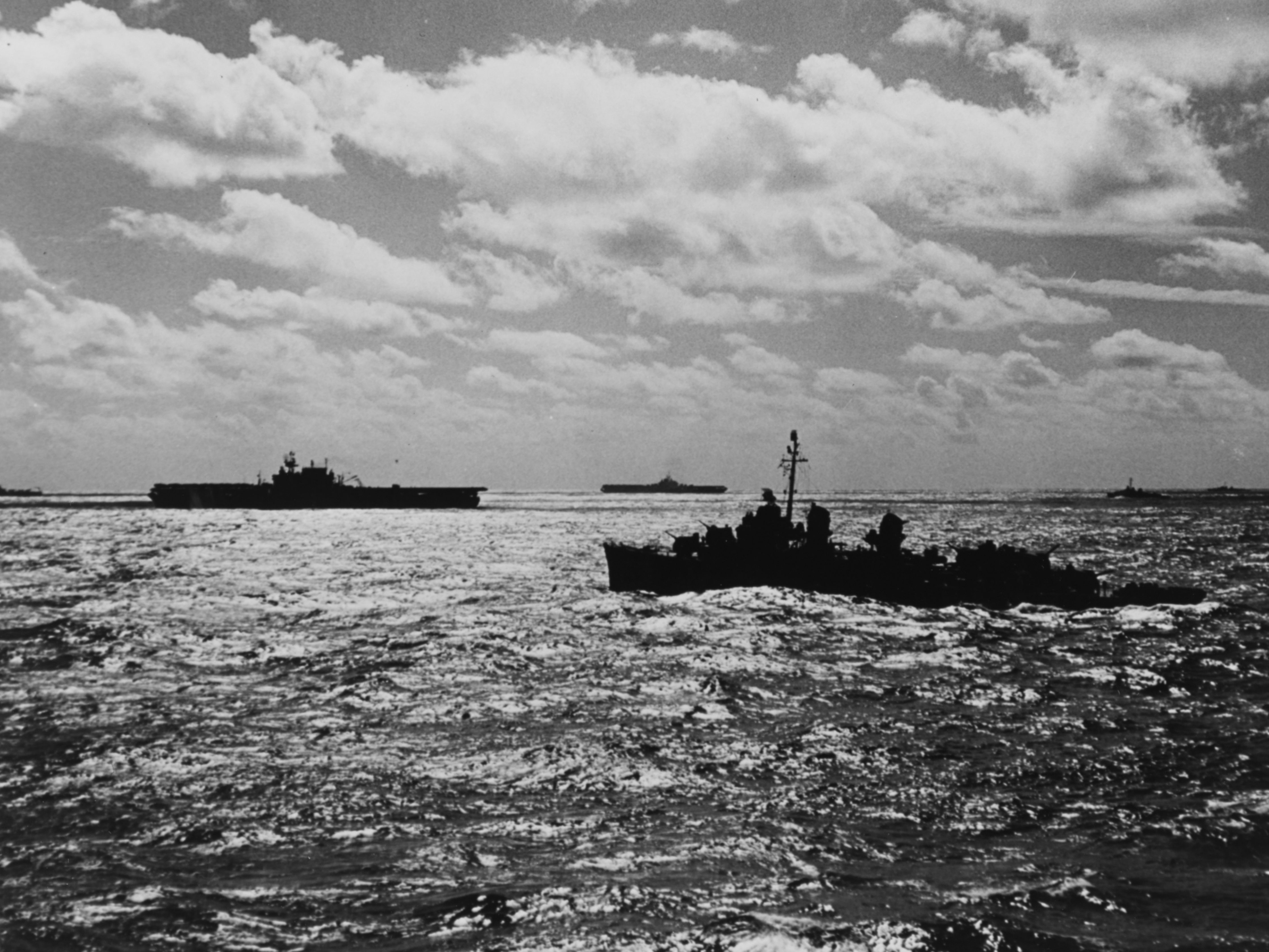
USS Stephen Potter (bên phải) và các tàu khác thuộc Đệ Tam hạm đội trên đường đi Philippines, tháng 1 năm 1945

Stephen Potter lại lên đường vào ngày 30 tháng 12 năm 1944 để gia nhập Đội đặc nhiệm 38.2, làm nhiệm vụ không kích Đài Loan. Các đợt không kích được tung ra nhắm vào Đài Loan và Okinawa trong hai ngày, trước khi lực lượng di chuyển về phía Đông Nam để tiếp tục không kích xuống Luzon trong các ngày 6 và 7 tháng 1 năm 1945. Nó cùng các tàu sân bay đi vào Biển Đông vào ngày 9 tháng 1 để tiến hành không kích Sài Gòn và vịnh Cam Ranh tại Đông Dương thuộc Pháp vào ngày 12 tháng 1, và xuống Đài Loan vào ngày 15 tháng 1, được tiếp nối bằng đợt không kích xuống đảo Hải Nam và Hong Kong vào ngày 16 tháng 1. Máy bay Hoa Kỳ tiếp tục trinh sát hình ảnh Okinawa trước khi rút lui về Ulithi.
Stephen Potter khởi hành cùng Đội đặc nhiệm 58.2 vào ngày 10 tháng 2, tham gia các cuộc không kích xuống khu vực Tokyo vào các ngày 16 và 17 tháng 2. Từ ngày đến ngày 19 đến ngày 22 tháng 2, lực lượng không kích xuống Iwo Jima để hỗ trợ cho cuộc đổ bộ tại đây. Hai ngày sau, các tàu sân bay lại hướng sang Nhật Bản để không kích các mục tiêu tại khu vực chung quanh vịnh Tokyo vào ngày 25 tháng 2. Lực lượng rút lui về Ulithi vào ngày 1 tháng 3.
Đội đặc nhiệm lại ra khơi vào ngày 14 tháng 3, để tung ra đợt không kích bốn ngày sau đó xuống các sân bay trên đảo Kyūshū và tàu bè tại Kobe, Hyogo và Kure, Hiroshima. Cuộc không kích được tiếp nối sang ngày hôm sau, và Stephen Potter đã giải cứu một phi công bị bắn rơi vào ngày 18 tháng 3, rồi thêm một người khác vào ngày 19 tháng 3. Đội đặc nhiệm chịu đựng những cuộc không kích phản công của đối phương trong cả hai ngày này và ngay cả khi họ rút lui; tàu sân bay Franklin (CV-13) bị đánh trúng vào ngày 19 tháng 3, rồi đến phiên Enterprise (CV-6) vào ngày hôm sau. Chiếc tàu khu trục đã hộ tống các tàu sân bay quay trở lại Ulithi.
Stephen Potter lại cùng Đội đặc nhiệm 58.2 ra khơi vào ngày 5 tháng 4, đi đến khu vực phía Đông Okinawa, nơi các cuộc không kích được tung ra nhắm vào hòn đảo tiền đồn này cho đến ngày 13 tháng 5, khi mục tiêu của các cuộc không kích được chuyển sang Kyūshū. Chiếc tàu khu trục đã cứu vớt 107 người khi tàu sân bay Bunker Hill (CV-17) bị máy bay tấn công cảm tử kamikaze đánh trúng vào ngày 11 tháng 5. Các cuộc không kích lại tiếp nối xuống Okinawa từ ngày 22 đến ngày 28 tháng 5, khi đội đặc nhiệm quay trở lại Leyte. Chiếc tàu khu trục sau đó lên đường quay trở về Hoa Kỳ ngang qua Eniwetok và Trân Châu Cảng, về đến San Francisco vào ngày 9 tháng 7. Nó được đại tu tại Xưởng hải quân Mare Island cho đến ngày 31 tháng 8.
Do chiến tranh đã kết thúc, Stephen Potter được dự định đưa về Hạm đội Dự bị Thái Bình Dương, và lại được đưa vào xưởng tàu để chuẩn bị ngừng hoạt động. Nó xuất biên chế vào ngày 21 tháng 9 năm 1945 và được cho neo đậu trong thành phần dự bị tại Long Beach, California.

### 1951 - 1958
Stephen Potter được cho nhập biên chế trở lại vào ngày 29 tháng 3 năm 1951, và sau một chuyến đi chạy thử máy ngắn, nó lên đường vào ngày 23 tháng 6 để đi sang vùng bờ Đông Hoa Kỳ, và phục vụ cùng Hạm đội Đại Tây Dương. Nó đi đến Newport, Rhode Island vào ngày 11 tháng 7, và hoạt động cùng Hạm đội Đại Tây Dương cho đến ngày 1 tháng 4 năm 1953 khi nó được điều động sang khu vực Tây Thái Bình Dương. Chiếc tàu khu trục đã hoạt động cùng lực lượng Liên Hợp Quốc ngoài khơi bờ biển phía Đông bán đảo Triều Tiên, cho đến khi có thỏa thuận ngừng bắn chấm dứt cuộc xung đột.
Sau khi quay trở về Hoa Kỳ, Stephen Potter đi vào Xưởng hải quân Boston để sửa chữa và cải biến. Nó lên đường để đi sang vịnh Guantánamo, Cuba để huấn luyện ôn tập vào ngày 28 tháng 3 năm 1954, và đến ngày 5 tháng 1 năm 1955 đã khởi hành đi sang Châu Âu cho một chuyến viếng thăm thiện chí đến Bỉ, Đức và Na Uy trước khi quay trở về Newport vào ngày 26 tháng 5. Nó đi đến Long Beach vào tháng 4 năm 1956, và vào ngày 14 tháng 7 đã hoạt động cùng Hải đội Khu trục 23 ngoài khơi Kobe, Nhật Bản trước khi quay trở về Hoa Kỳ vào tháng 11.
Vào ngày 21 tháng 4 năm 1958, Stephen Potter lại được cho xuất biên chế và đưa về thành phần dự bị, neo đậu tại Xưởng hải quân Mare Island, California. Nó bị bỏ không cho đến ngày 1 tháng 12 năm 1972, khi tên nó được cho rút khỏi danh sách Đăng bạ Hải quân, và con tàu bị bán để tháo dỡ vào ngày 27 tháng 11 năm 1973.

## Phần thưởng
Stephen Potter được tặng thưởng mười hai Ngôi sao Chiến trận do thành tích phục vụ trong Thế Chiến II.